# NGC 3642
NGC 3642 é uma galáxia espiral (Sbc) localizada na direcção da constelação de Ursa Major. Possui uma declinação de +59° 04' 30" e uma ascensão recta de 11 horas, 22 minutos e 17,5 segundos.
A galáxia NGC 3642 foi descoberta em 18 de Março de 1790 por William Herschel.